# Sternkugel-Lauch

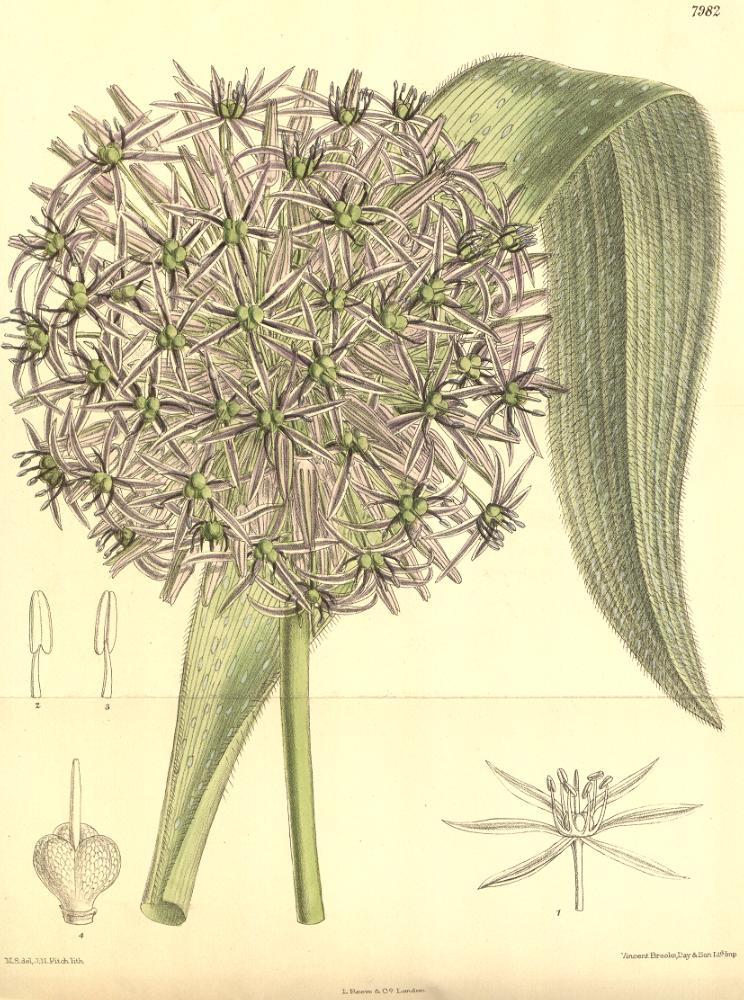
Sternkugel-Lauch (Allium cristophii), Illustration.

Der Sternkugel-Lauch (Allium cristophii, Syn.: Allium christophii Trautv. orth. var., Allium albopilosum C.H.Wright), auch Gartenkugel-Lauch genannt, ist eine Lauch-Art in der Untergattung Melanocrommyum. Hier gehört sie zur Untersektion Christophiana Tscholokashvili der Sektion Kaloprason C.Koch. Die Art ist von Kleinasien bis Mittelasien verbreitet. Sternkugel-Lauch ist ein Zierlauch, der wegen seiner markanten Blütenkugeln als Zierpflanze beliebt ist.

## Beschreibung

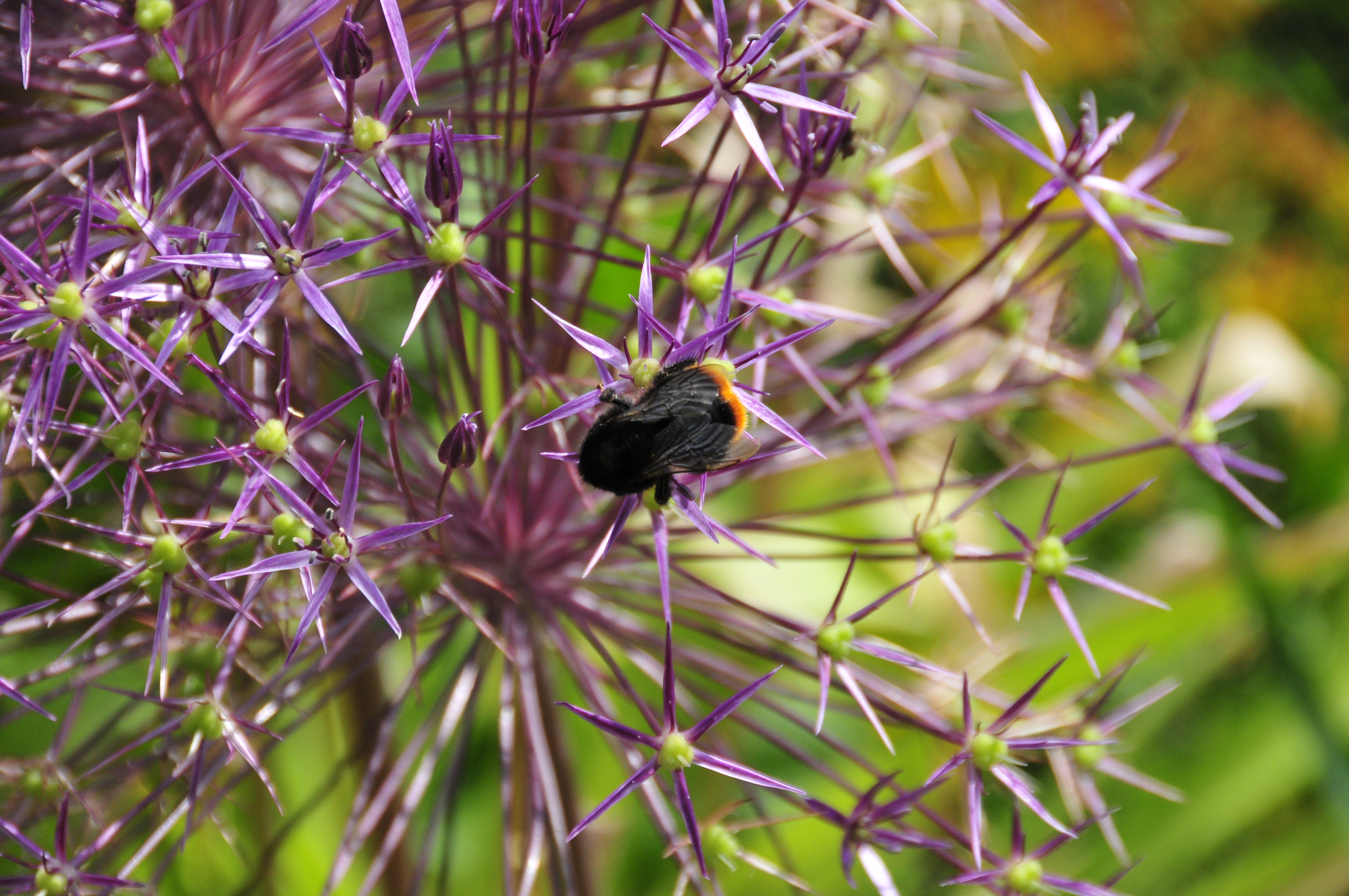
Sternkugel-Lauch mit Hummel

Der Sternkugel-Lauch ist eine ausdauernde krautige Pflanze, die durchschnittliche Wuchshöhen von 50 cm erreicht.
In einem kugelförmigen, doldigen Blütenstand, der einen Durchmesser von 30 cm erreichen kann, sind bis zu 80 Einzelblüten angeordnet. Die zwittrigen, dreizähligen, metallvioletten Blüten sind sternförmig. Es werden Kapselfrüchte gebildet.
Die Chromosomenzahl beträgt 2n = 16.

## Ökologie
In heißen, trockenen Gebieten mit durchlässigem, nährstoffreichem Boden gedeiht der Sternkugel-Lauch und sät sich aus. Die Sämlinge benötigen fünf Jahre, um zu blühen.

## Vorkommen
Allium cristophii kommt ursprünglich in der zentralen Türkei und von Turkmenistan bis in den nordöstlichen Iran vor.

## Systematik
Man kann zwei Unterarten unterscheiden:
- Allium cristophii subsp. cristophii: Sie kommt in der Türkei und von Turkmenistan bis zum Iran vor.[3]
- Allium cristophii subsp. golestanicum R.M.Fritsch: Sie kommt im Iran vor.[3]